# Aguaviva Canarias
Aguaviva Canarias (originalmente, en 2005, Aguavivafest) es un festival de música que tiene lugar en Arona (Tenerife, España). Se celebra cada verano desde 2005.
Organizado por el Ayuntamiento de Arona, patrocinado por el Gobierno de Canarias y el Cabildo de Tenerife, bajo la producción de La Luciérnaga Producciones, durante el evento se desarrollan actividades paralelas, como formación en buceo, proyecciones, conferencias, talleres o exposiciones. Muchas de ellas tienen como denominador común el conocimiento y la protección de los océanos.

## Ediciones

### Primera edición: Aguavivafest
La primera edición, bajo el nombre de Aguavivafest, tuvo lugar entre el 12 y el 14 de agosto de 2005, en el núcleo de Los Cristianos, en Arona. En esta edición actuaron bandas como The Pinker Tones, Chambao, Coti, Muchachito Bombo Infierno o Macaco, entre otras.

### Segunda edición: Aguaviva 2006
El segundo festival, ya bajo el nombre de Aguaviva Canarias, se celebró los días 24, 25, 26 y 27 de agosto de 2006. Orishas, Huecco, Ariel Rot, Carlos Jean o La Cabra Mecánica, entre otros, actuaron en las localidades de Las Galletas y en el estadio de Los Cristianos, ambas en el municipio de Arona (Tenerife).

### Tercera edición: Aguaviva 2007
En 2007 tuvo lugar la tercera edición del festival. Comenzó el 28 de junio, y durante cuatro días, hasta el 1 de julio, contó con la presencia de Macaco, La Oreja de Van Gogh, Miguel Bosé, Dover, Jarabe de Palo, Fito & Fitipaldis, Haze o La Excepción, entre otros. Actuaron en los escenarios del Estadio de Los Cristianos y la playa del Conquistador, en Arona.
De forma paralela al festival de música, entre el 29 de junio y el 1 de julio, tiene lugar la primera edición de AguavivaFilms, espacio donde se proyectan obras audiovisuales en torno al medio oceánico. Al igual que en anteriores ediciones, se desarrollan actividades paralelas relacionadas con el medio oceánico, además de talleres, conferencias o exposiciones. Una de las conferencias contó con la presencia de Alexandra Cousteau, nieta del explorador Jacques Cousteau.